# Comuna Stîrtî, Cerneahiv
Stîrtî (în ucraineană Стиртівська сільська рада) este o comună în raionul Cerneahiv, regiunea Jîtomîr, Ucraina, formată din satele Fedorivka, Malînivka și Stîrtî (reședința).

## Demografie
Componența lingvistică a comunei Stîrtî
     Ucraineană (99,6%)
     Alte limbi (0,26%)
Conform recensământului din 2001, majoritatea populației comunei Stîrtî era vorbitoare de ucraineană (99,6%), existând în minoritate și vorbitori de alte limbi.